# Büttenhardt
Büttenhardt é uma comuna da Suíça, no Cantão Schaffhausen, com cerca de 342 habitantes. Estende-se por uma área de 4,0 km², de densidade populacional de 86 hab/km². Confina com as seguintes comunas: Lohn, Merishausen, Opfertshofen, Sciaffusa (Schaffhausen), Stetten, Tengen (DE-BW).
A língua oficial nesta comuna é o Alemão.